# Martin Cooper

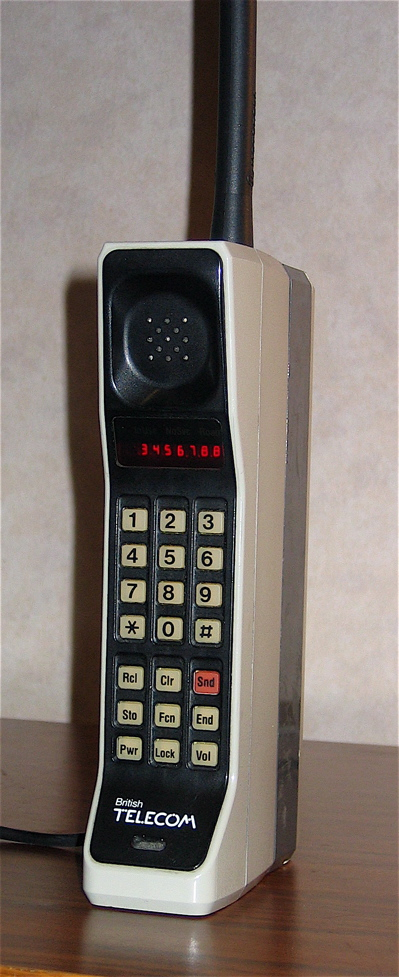
Motorola DynaTAC

Martin Cooper (Chicago, 26 dicembre 1928) è un inventore e imprenditore statunitense.

## Biografia
Figlio di un cooperatore Arthur Kuperman (1902-1970) e Mary Bassosky (1906-1999), immigrati ebrei ucraini.
È considerato il padre della telefonia mobile. Cooper è il fondatore della ArrayComm, una società che lavora sulla ricerca e la tecnologia dell'antenna smart per il miglioramento delle reti WIRELESS, ed è stato direttore della società di ricerca e sviluppo Motorola. Ha ricevuto la laurea in ingegneria elettronica nel 1950 e il master's degree nel 1957, entrambi dall'Illinois Institute of Technology. Nel 1995, Cooper ha ricevuto la Wharton Business Transformation INFOSYS Award per le sue innovazioni tecnologiche nel campo della comunicazione. Cooper è anche un membro del Mensa. Martin Cooper fu menzionato nella Red Herring Top Ten degli imprenditori del 2000.

## La prima telefonata in pubblico con un cellulare
Cooper e gli ingegneri suoi collaboratori sono nominati nel brevetto Radio telephone system sottoposto per la registrazione il 17 ottobre 1973.
Cooper viene considerato l'inventore del primo telefono cellulare portatile e la prima persona ad aver effettuato una chiamata in pubblico con un prototipo di telefono cellulare il 3 aprile 1973, di fronte a giornalisti e passanti, in una via di New York. Il suo apparecchio si chiamava Dyna-Tac, pesava 1,5 kg e aveva una batteria che durava 30 minuti, ma che impiegava 10 ore a ricaricarsi. Quella prima telefonata, indirizzata a Joel S. Engel, capo della ricerca ai Bell Labs, rappresentò il momento fondamentale del passaggio tecnologico con cui si arrivò a raggiungere una persona invece di un luogo. Fu il prodotto della sua concezione di una comunicazione telefonica senza fili di tipo personale e portatile, distinta dalla telefonia per le automobili. In seguito Cooper raccontò che l'idea ispiratrice del telefono cellulare gli venne dalla visione del telefilm Star Trek in cui il Capitano Kirk usava un dispositivo analogo.

## Legge di Cooper
Cooper ha scoperto che la capacità di trasmettere diverse comunicazioni radio simultaneamente e nello stesso luogo è cresciuta allo stesso ritmo dalle prime trasmissioni di Guglielmo Marconi nel 1895. Ciò ha portato Cooper a formulare la Legge dell'efficienza spettrale, altrimenti nota come Legge di Cooper. La legge stabilisce che il numero massimo di conversazioni vocali o transazioni di dati equivalenti che possono essere condotte in tutto lo spettro radio utile su una determinata area raddoppia ogni 30 mesi.